# Hermannsholmen
Hermannsholmen est un amas rocheux dans le comté de Hordaland. Il appartient administrativement à Fitjar.

## Géographie
Rocheuse et désertique, à l’exception de quelques bosquets, à fleur d'eau, elle s'étend sur environ 157 m de longueur pour une largeur approximative de 58 m. 